# Episodi di Nella, principessa coraggiosa
Gli episodi di Nella, principessa coraggiosa vengono trasmessi dal 6 febbraio 2017 su Nickelodeon, Nick Jr. e Paramount+ (prima TV episodi 66-68). In Italia la serie viene mandata in onda dal 19 giugno 2017 su Nick Jr. e su Cartoonito.

## Prima stagione
| n° | Titolo originale                        | Titolo italiano                          | Prima TV USA      | Prima TV Italia |
| -- | --------------------------------------- | ---------------------------------------- | ----------------- | --------------- |
| 1  | Sir Clod                                | Sir Clod                                 | 6 febbraio 2017   | 20 giugno 2017  |
| 1  | Up All Knight                           | Cavalieri svegli                         | 6 febbraio 2017   | 20 giugno 2017  |
| 2  | Princess Nella's Orc-hestra             | L'Orc-hestra della Principessa Nella     | 8 febbraio 2017   | 19 giugno 2017  |
| 2  | The Blaine Game                         | Blaine il migliore                       | 8 febbraio 2017   | 19 giugno 2017  |
| 3  | New Kid in the Kingdom                  | La Nuova Arrivata                        | 10 febbraio 2017  | 22 giugno 2017  |
| 3  | Big Birthday Surprise                   | Sorpresa di Compleanno                   | 10 febbraio 2017  | 22 giugno 2017  |
| 4  | That's What Best Friends Are For        | La parata dell'amicizia                  | 14 febbraio 2017  | 28 giugno 2017  |
| 4  | In Hot Watermelon                       | Un'anguria rinfrescante                  | 14 febbraio 2017  | 28 giugno 2017  |
| 5  | The Dragon Bully                        | Il drago prepotente                      | 16 febbraio 2017  | 21 giugno 2017  |
| 5  | Royaliscious Plumberry                  | La bacca regaliziosa                     | 16 febbraio 2017  | 21 giugno 2017  |
| 6  | The Sparkle Fest Showdown               | La festa reale                           | 3 marzo 2017      | 27 giugno 2017  |
| 6  | The Sparkle Splash Friends Day          | Festa al parco acquatico                 | 3 marzo 2017      | 27 giugno 2017  |
| 7  | Sir Coach's Knightly Trading Card       | La Carta di Sir Coach                    | 17 marzo 2017     | 29 giugno 2017  |
| 7  | A Knight's Tale                         | Il Cavaliere coraggioso                  | 17 marzo 2017     | 29 giugno 2017  |
| 8  | Three's a Crowd                         | Un'amica di troppo                       | 31 marzo 2017     | 4 luglio 2017   |
| 8  | More Than Meets the Eye                 | Gli occhiali di Cici                     | 31 marzo 2017     | 4 luglio 2017   |
| 9  | The Flutter Blunder                     | Il nuovo elmo di Flutter                 | 5 maggio 2017     | 23 giugno 2017  |
| 9  | A Striking Surprise                     | Il torneo di Bowling                     | 5 maggio 2017     | 23 giugno 2017  |
| 10 | No Gown, No Crown, No Party             | Niente Abito, Niente Festa               | 19 maggio 2017    | 30 giugno 2017  |
| 10 | Clod Monet                              | Clod Monet                               | 19 maggio 2017    | 30 giugno 2017  |
| 11 | Royally Awesome Beach Day               | La Giornata in Spiaggia del Regno        | 9 giugno 2017     | 5 luglio 2017   |
| 11 | Stop Dragon Me Around                   | Caccia al Tesoro col Drago               | 9 giugno 2017     | 5 luglio 2017   |
| 12 | The Share Faire                         | La Fiera della Condivisione              | 16 giugno 2017    | 3 luglio 2017   |
| 12 | Hooves Got Talent?                      | Chi ha talento?                          | 16 giugno 2017    | 3 luglio 2017   |
| 13 | Knighty Knight Dragons                  | Draghi dormiglioni                       | 23 giugno 2017    | 26 giugno 2017  |
| 13 | Inside and Seek                         | Nascondino nel castello                  | 23 giugno 2017    | 26 giugno 2017  |
| 14 | Of Critters and Dragons                 | Come criteri e draghi                    | 30 giugno 2017    | 2 dicembre 2017 |
| 14 | Carriages, Carts and Giantmobiles       | Carrozze, carrette e giganti-mobili      | 30 giugno 2017    | 2 dicembre 2017 |
| 15 | Nella vs. The Wicked Wizard             | Nella e il mago malefico                 | 11 agosto 2017    | 6 dicembre 2017 |
| 16 | Princess Nella's Perfect Family Picture | La foto della famiglia perfetta di Nella | 15 settembre 2017 | 3 dicembre 2017 |
| 16 | Giant Trouble                           | Problemi da gigante                      | 15 settembre 2017 | 3 dicembre 2017 |
| 17 | Dueling Sleepovers                      | Sfida al Pigiama Party                   | 6 ottobre 2017    | 3 dicembre 2017 |
| 17 | The Great Doodle Star                   | Una star come cavaliere                  | 6 ottobre 2017    | 3 dicembre 2017 |
| 18 | The Halloween Hippogriff                | L'ippogriffo di Halloween                | 13 ottobre 2017   | 5 dicembre 2017 |
| 18 | King Gork the First                     | Re Gork Primo                            | 13 ottobre 2017   | 5 dicembre 2017 |
| 19 | Trink On The Rink                       | Trinket alla riscossa!                   | 20 ottobre 2017   | 7 dicembre 2017 |
| 19 | The Brave Dragon                        | Il drago più coraggioso del mondo        | 20 ottobre 2017   | 7 dicembre 2017 |
| 20 | Sir Coach's Quest                       | Chiedilo a Sir Coach                     | 27 ottobre 2017   | 2 dicembre 2017 |
| 20 | The Dragon Knight                       | Il cavaliere del drago                   | 27 ottobre 2017   | 2 dicembre 2017 |
| 21 | Triple Play                             | Triplo gioco                             | 3 novembre 2017   | 19 giugno 2018  |
| 21 | Flutter 2.0                             | Flutter 2.0                              | 3 novembre 2017   | 19 giugno 2018  |
| 22 | The Fanciest of Them All                | La più fantasiosa del reame              | 17 novembre 2017  | 5 dicembre 2017 |
| 22 | Practice Makes Progress                 | Tra pratica e progresso                  | 17 novembre 2017  | 5 dicembre 2017 |
| 23 | The Knight Before Christmas             | L'avventura di Natale                    | 22 dicembre 2017  | 18 giugno 2018  |
| 24 | Let It Snow                             | Settimana bianca da cavalieri            | 12 febbraio 2018  | 5 dicembre 2017 |
| 25 | Go Dragondaisies! Go!                   | La grande gara                           | 13 febbraio 2018  | 5 dicembre 2017 |
| 26 | Sir Blaine's Quest for Badges           | Sir Blaine conquista una medaglia        | 14 febbraio 2018  | 6 dicembre 2017 |
| 27 | Trinket's Big Break                     | Trinket in pausa                         | 15 febbraio 2018  | 6 dicembre 2017 |
| 28 | Surf's Down                             | Tutti a fare surf con Nella              | 16 febbraio 2018  | 23 giugno 2018  |
| 29 | One Giant Journey                       | Un giorno da gigante                     | 20 febbraio 2018  | 23 giugno 2018  |
| 30 | Nella's Amazing Adventure               | La grande avventura di Nella             | 21 febbraio 2018  | 19 giugno 2018  |
| 31 | Castlehaven Wrap Battle                 | Battaglia per Castel Sicuro              | 22 febbraio 2018  | 19 giugno 2018  |
| 32 | Tricks of The Trade                     | Fino all'ultimo trucco                   | 23 febbraio 2018  | 20 giugno 2018  |
| 33 | The Taste Race                          | Sfida di assaggi                         | 26 marzo 2018     | 20 giugno 2018  |
| 34 | A Very Clothes Call                     | Un travestimento per Nella               | 27 marzo 2018     | 21 giugno 2018  |
| 35 | Dragon Taggin'                          | Questione di draghi                      | 28 marzo 2018     | 21 giugno 2018  |
| 36 | The Day The Music Stopped               | Il giorno in cui la musica si fermò      | 29 marzo 2018     | 22 giugno 2018  |
| 37 | The Clod Couple                         | Doppio guaio per Clod                    | 30 marzo 2018     | 22 giugno 2018  |
| 38 | Queen Mom's Day                         | Il giorno della Regina Madre             | 13 maggio 2018    |                 |
| 38 | Dragon Playdate Disaster                | Disastroso appuntamento draghesco        | 13 maggio 2018    |                 |
| 39 | The Duke of Sparkleburg                 | Il Duca di Sparkleburg                   | 24 giugno 2018    |                 |
| 39 | A Royal Cliffhanger                     |                                          | 24 giugno 2018    |                 |
| 40 | Quest in The Castle                     |                                          | 1 luglio 2018     | 2 luglio 2018   |
| 40 | Cute Critter Watching                   |                                          | 1 luglio 2018     | 2 luglio 2018   |
| 41 | The Unicorn of the Lake                 |                                          | 8 luglio 2018     | 9 luglio 2018   |
| 41 | Trinket's Toy Trouble                   |                                          | 8 luglio 2018     | 9 luglio 2018   |
| 42 | Nella Ever After                        |                                          | 15 luglio 2018    |                 |
| 42 | One Two Switcheroo!                     |                                          | 15 luglio 2018    |                 |
| 43 | The Bravie Awards                       |                                          | 22 luglio 2018    |                 |
| 43 | The Museum of Knightly Magic            |                                          | 22 luglio 2018    |                 |
| 44 | Frozen Trinket                          |                                          | 29 ottobre 2018   |                 |
| 44 | Anything For A Friend                   |                                          | 29 ottobre 2018   |                 |
| 45 | A Princess Knight Never Gives Up        |                                          | 30 ottobre 2018   |                 |
| 45 | Joust About Time                        |                                          | 30 ottobre 2018   |                 |
| 46 | Knight Riders                           |                                          | 31 ottobre 2018   |                 |
| 46 | The Knight Who Cried Seamonster         |                                          | 31 ottobre 2018   |                 |
| 47 | The Courage Carriage                    |                                          | 1 novembre 2018   |                 |
| 48 | Castlehaven Rescue Club                 |                                          | 2 novembre 2018   |                 |

## Seconda stagione
| n° | n° | Titolo originale                | Titolo italiano                            | Prima TV USA      | Prima TV Italia |
| -- | -- | ------------------------------- | ------------------------------------------ | ----------------- | --------------- |
| 49 | 1  | The Unicorn Rescue              | Unicorno in salvo                          | 21 novembre 2018  |                 |
| 50 | 2  | Awesome Blossom                 | Un fiore eccezionale                       | 20 gennaio 2019   |                 |
| 50 | 2  | A Dragon Ate My Homework        | La draghetta mangia compiti                | 20 gennaio 2019   |                 |
| 51 | 3  | Norma's Very Big Day            | Il grande giorno di Norma                  | 10 febbraio 2019  |                 |
| 51 | 3  | Minatori's Tea Party            | La festa di Minataura                      | 10 febbraio 2019  |                 |
| 52 | 4  | Clod's Big Bounce               | Il super salto di Clod                     | 3 marzo 2019      |                 |
| 52 | 4  | The New Neighbors               | I nuovi vicini                             | 3 marzo 2019      |                 |
| 53 | 5  | A Need for Steed                | Il destriero perfetto                      | 31 marzo 2019     |                 |
| 53 | 5  | Trinket's Lost Voice            | Alla ricerca della voce perduta di Trinket | 31 marzo 2019     |                 |
| 54 | 6  | Trinket's Bad Hair Day          | Brutta giornata per la criniera di Trinket | 28 aprile 2019    |                 |
| 54 | 6  | Blaine Stirs Things Up!         | Blaine Cuoco-Cavaliere                     | 28 aprile 2019    |                 |
| 55 | 7  | Nella in Bowling Land           | La palla da bowling di Olivia              | 26 maggio 2019    |                 |
| 55 | 7  | A Tricksy Wedding               | Un matrimonio complicato                   | 26 maggio 2019    |                 |
| 56 | 8  | See You Later Gladiator         | Non ci sfuggirai, gladiatore               | 16 giugno 2019    |                 |
| 56 | 8  | Clod O'Matic                    | La Mostra delle Carrozze                   | 16 giugno 2019    |                 |
| 57 | 9  | Just Another Manic Mud Day      | Una giornata fang-astica                   | 21 giugno 2019    |                 |
| 57 | 9  | Best Friends Forever            | Migliori amiche per sempre                 | 21 giugno 2019    |                 |
| 58 | 10 | Knights of the Sparkly Table    | I cavalieri della Tavola Scintillante      | 18 agosto 2019    |                 |
| 58 | 10 | Knights to the Rescue           | Cavalieri in soccorso                      | 18 agosto 2019    |                 |
| 59 | 11 | Winning Friends                 | Amiche vincenti                            | 8 settembre 2019  |                 |
| 59 | 11 | Willow Gets to the Root of It   | L'importanza delle radici                  | 8 settembre 2019  |                 |
| 60 | 12 | The Tooth Fairy Tale            | La fatina dei denti                        | 22 settembre 2019 |                 |
| 60 | 12 | Tough Break for Garrett         | Brutto colpo per Garrett                   | 22 settembre 2019 |                 |
| 61 | 13 | Bouncy Babies and Springy Kings | Bambini rimbalzini e re elastici           | 6 ottobre 2019    |                 |
| 61 | 13 | Rock-A-Bye-Baby                 | Il cucciolo di drago roccia                | 6 ottobre 2019    |                 |
| 62 | 14 | Piece of Cake                   | Una torta speciale                         | 20 ottobre 2019   |                 |
| 62 | 14 | A Tale of Two Nellas            | La storia delle due Nella                  | 20 ottobre 2019   |                 |
| 63 | 15 | A Chompling Sleepover           | Un pigiama party mastichino                | 10 novembre 2019  |                 |
| 63 | 15 | Knights Making News             | Cavalieri reporter                         | 10 novembre 2019  |                 |
| 64 | 16 | Cheeks the Showstopper          | Il drago musicista                         | 24 novembre 2019  |                 |
| 64 | 16 | Dwayning Day                    | Il giorno di Dwayne                        | 24 novembre 2019  |                 |
| 65 | 17 | Freezing Out the Fleagles       | Inverno all'improvviso                     | 8 dicembre 2019   |                 |
| 65 | 17 | The Big Concert                 | Il Grande Concerto                         | 8 dicembre 2019   |                 |
| 66 | 18 | Cici Saves the Day              | Cici salva la giornata                     | 21 luglio 2021    |                 |
| 66 | 18 | Big Little Rides                | Il carro dei desideri                      | 21 luglio 2021    |                 |
| 67 | 19 | The Queen's Court               | Il torneo delle regine                     | 21 luglio 2021    |                 |
| 67 | 19 | Picture Perfect                 | La foto perfetta                           | 21 luglio 2021    |                 |
| 68 | 20 | The Great Sparkle Quest         | Alla ricerca della luce                    | 21 luglio 2021    |                 |
| 68 | 20 | Twinkle Twinkle Family Vacation | Una vacanza di famiglia poco rilassante    | 21 luglio 2021    |                 |